# Éverson Felipe Marques Pires
Éverson Felipe Marques Pires, noto semplicemente come Éverson (San Paolo, 22 luglio 1990), è un calciatore brasiliano, portiere dell'Atlético Mineiro.

## Carriera
Il 24 aprile 2015, con la maglia del Confiança, ha segnato la sua prima rete fra i professionisti realizzando un calcio di rigore nell'incontro del Campionato Sergipano vinto 1-0 contro l'Estanciano.
Il 6 settembre 2018 è andato a segno con il Ceará in Série A realizzando un calcio di punizione nel corso del match vinto 2-1 contro il Corinthians.

## Palmarès

### Competizioni statali
- Campionato Piauiense: 1

River: 2014
- Campionato Sergipano: 1

Confiança: 2015
- Campionato Cearense: 2

Ceará: 2017, 2018
- Campionato mineiro: 5

Atlético Mineiro: 2021, 2022, 2023, 2024, 2025

### Competizioni nazionali
- Campionato brasiliano: 1

Atlético Mineiro: 2021
- Coppa del Brasile: 1

Atlético Mineiro: 2021
- Supercoppa del Brasile: 1

Atlético Mineiro: 2022